# Amy Levy

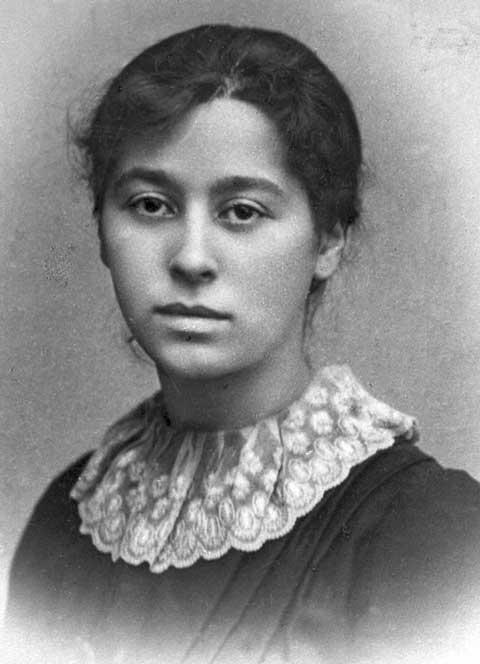
Amy Levy

Amy Levy (* 10. November 1861 in London; † 10. September 1889 ebenda) war eine britische Autorin. Neben ihren schriftstellerischen Werken machten sie ihre feministische Haltung und ihr Bekenntnis zur gleichgeschlechtlichen Liebe im viktorianischen England berühmt.

## Leben
Levy wurde im November 1861 in Clapham, einem Stadtteil im Süden Londons, als zweites von sieben Kindern in eine jüdische Familie geboren. Schon in jungen Jahren erwachte ihr Interesse an Literatur. Mit dreizehn Jahren schrieb sie eine Rezension zu Elizabeth Barrett Brownings feministischem Werk Aurora Leigh und ihr erstes Gedicht, Ida Grey: A Story of Woman’s Sacrifice, wurde in der feministischen Zeitschrift Pelican veröffentlicht, als sie vierzehn Jahre alt war. Ab 1876 besuchte sie die Brighton High School in Brighton and Hove, wo sie die später berühmte britische Übersetzerin Constance Garnett (damals: Constance Black) kennenlernte. Edith Creak, die Schulleiterin, weckte erstmals homoerotische Gefühle in Amy Levy. Es sollte sich herausstellen, dass es sich nicht um eine bloße Schwärmerei handelte, obwohl die heterosexuelle Direktorin keine Beziehung mit ihr einging. Garnett und Levy freundeten sich an und wechselten 1879 gemeinsam an das Newnham College der Universität Cambridge. Levy war die erste jüdische Studentin, die sich je in Cambridge eingeschrieben hatte.
Ihr Erstlingswerk Xantippe and Other Verse und ihre erste Prosaerzählung Mrs. Pierrepoint erschienen 1880. Nachdem sie 1881 die Aufmerksamkeit des Verlegers Richard Garnett, des späteren Schwiegervaters Constance Blacks, erregt hatte, beendete sie ihr Studium.

## Karriere
Garnett legte Xantippe and Other Verse neu auf und Amy Levy zog zurück nach London, um zukünftig mit dem Schreiben von Gedichten ihr Geld zu verdienen. Wenn sie nicht umherreiste, lebte sie in London im Haus ihrer Eltern. Ab 1882 konnte sie Kontakte zur britischen Bohème knüpfen. Unter ihren neuen Bekanntschaften, mit denen sie sich fast täglich im Leseraum des Britischen Museums traf, befanden sich unter anderen auch Eleanor Marx, Olive Schreiner, und Beatrix Potter. 1884 wurde der zweite Gedichtsammelband A Minor Poet and Other Verse veröffentlicht. Zwei Jahre später begann sie Essays über das jüdische Leben in England zu schreiben und auch ihr Roman Reuben Sachs (1888) war ein viel diskutiertes Werk. Allerdings kam Kritik vor allem von Seiten der jüdischen Gemeinschaft, die das Buch als antisemitisch bezeichnete. Zeitgenössische Literaturkritiker hingegen, wie Melvin New, der 1993 eine Anthologie mit bis dahin teils unzugänglichen Werken veröffentlichte, betonen eher den feministischen als den ethnischen Charakter ihres Werkes. Ihr Verleger Richard Garnett und andere Künstler wie beispielsweise Oscar Wilde lobten die Direktheit von Reuben Sachs. Mit letzterem verband Amy Levy auch eine Freundschaft und sie veröffentlichte zwei Artikel in dessen Zeitschrift Woman's World.

## Krankheit und Tod
Obwohl sie eine erfolgreiche Autorin war und in guten Kreisen verkehrte, litt Amy Levy schon seit ihrer Jugend an Depressionen. Genaue Gründe dafür sind bis heute ungeklärt. Deutlich hingegen sind in ihren Gedichten die pessimistische Grundhaltung und Themen wie Tod und Suizid.

“When first the world grew dark to me
I call'd on God, yet came not he.
Whereon, as wearier wax'd my lot,
On Love I call'd, but Love came not.
When a worse evil did befall,
Death, on thee only did I call.”

In den frühen Morgenstunden des 10. Septembers 1889 schloss sich Amy Levy in einem Raum im Obergeschoss ihres Elternhauses ein und beendete ihr Leben durch das Einatmen von Kohlenrauch. Richard Garnett gab als mögliche Gründe ihre immer stärker werdende Taubheit und den Verlust von Familienmitgliedern an. Amy Levy hatte 1887 ihren Bruder Alfred verloren, der an Syphilis erkrankt war. Zudem, so Garnett, habe Amy stets Angst davor gehabt, verrückt zu werden.

## Veröffentlichungen (Auswahl)
Gedichtbände
- Xantippe and Other Verse (1880; neu aufgelegt 1881)
- A Minor Poet and Other Verse (1884)
- A London Plane-Tree and Other Verse (1889)

Prosa
- Mrs. Pierrepoint (1880)
- Miss Meredith (1888)
- The Romance of a Shop (1888)
- Reuben Sachs (1888)
- Wise in Her Generation (1890)